# Primula chartacea
Primula chartacea är en viveväxtart som beskrevs av Adrien René Franchet. Primula chartacea ingår i släktet vivor, och familjen viveväxter. Inga underarter finns listade i Catalogue of Life.